# Środowisko społeczne
Środowisko społeczne – względnie trwały układ jednostek, grup społecznych i innych zbiorowości ludzkich oddziałujących na rozwój, zachowanie się i aktywność człowieka. Szczególne znaczenie dla funkcjonowania jednostki mają takie składniki środowiska społecznego, jak:
- rozmieszczenie zbiorowości, decydujące o intensywności i różnorodności kontaktów międzyludzkich
- wykształcenie innych jednostek i grup, najsilniej powiązanych z daną jednostką
- pozycja społeczna jednostek i grup, które mają wpływ na ekonomiczny i kulturalny poziom życia jednostki.